# Luzy
Luzy är en kommun i departementet Nièvre i regionen Bourgogne-Franche-Comté i de centrala delarna av Frankrike. Kommunen ligger i kantonen Luzy som tillhör arrondissementet Château-Chinon (Ville). År 2022 hade Luzy 1 983 invånare.

## Befolkningsutveckling
Antalet invånare i kommunen Luzy
| Referens: INSEE |